# Liste der Naturdenkmale in Boms
| Naturdenkmale | Anzahl |
| ------------- | ------ |
| FND           | 15     |
| END           | 2      |
| Gesamt        | 17     |

Die Liste der Naturdenkmale in Boms nennt die verordneten Naturdenkmale (ND) der im baden-württembergischen Landkreis Ravensburg liegenden Gemeinde Boms. In Boms gibt es insgesamt 17 als Naturdenkmal geschützte Objekte, davon 15 flächenhafte Naturdenkmale (FND) und 2 Einzelgebilde-Naturdenkmale (END).
Stand: 31. Oktober 2016.

## Flächenhafte Naturdenkmale (FND)
| Name                                             | Bild | Kennung     | Einzelheiten | Position | Fläche Hektar | Datum         |
| ------------------------------------------------ | ---- | ----------- | ------------ | -------- | ------------- | ------------- |
| Baumgruppe mit Gebüsch                           | BW   | 84360195014 | Boms         | ⊙        | 0,0           | 25. Sep. 1940 |
| Baumgruppe südl. Haggenmoosstr. nach Ebenweihler | BW   | 84360195018 | Boms         | ⊙        | 0,0           | 18. März 1982 |
| Baumgruppe                                       | BW   | 84360195010 | Boms         | ⊙        | 0,0           | 25. Sep. 1940 |
| Baumgruppe                                       | BW   | 84360195013 | Boms         | ⊙        | 0,0           | 25. Sep. 1940 |
| Birkenreihe mit 21 Birken                        | BW   | 84360195002 | Boms         | ⊙        | 0,0           | 25. Sep. 1940 |
| Feldhecke östl. Schwarzenbach                    | BW   | 84360195011 | Boms         | ⊙        | 0,0           | 25. Sep. 1940 |
| Feldhecke südöstl. Haid                          | BW   | 84360195009 | Boms         | ⊙        | 0,0           | 25. Sep. 1940 |
| Feldhecke                                        | BW   | 84360195004 | Boms         | ⊙        | 0,0           | 25. Sep. 1940 |
| Feldhecke                                        | BW   | 84360195008 | Boms         | ⊙        | 0,0           | 25. Sep. 1940 |
| Feuchtgebiet am Schwarzenbach                    | BW   | 84360190819 | Boms         | ⊙        | 0,4           | 1. Feb. 1990  |
| Feuchtgebiet I östl. Baltshaus                   | BW   | 84360190821 | Boms         | ⊙        | 0,6           | 1. Feb. 1990  |
| Fischweiher bei der Ziegelei Litzelbach          | BW   | 84360190864 | Boms         | ⊙        | 4,8           | 1. Feb. 1990  |
| Hecken und Bäume                                 | BW   | 84360195007 | Boms         | ⊙        | 0,0           | 25. Sep. 1940 |
| Heckenrain                                       | BW   | 84360195006 | Boms         | ⊙        | 0,0           | 25. Sep. 1940 |
| Stieleiche mit Baum- und Gebüschstreifen         | BW   | 84360195016 | Boms         | ⊙        | 0,0           | 18. März 1982 |
| Legende für Naturdenkmal                         |      |             |              |          |               |               |

## Einzelgebilde (END)
| Name                                        | Bild | Kennung     | Einzelheiten | Position | Fläche Hektar | Datum         |
| ------------------------------------------- | ---- | ----------- | ------------ | -------- | ------------- | ------------- |
| Stieleiche „Vierlingseiche“ ssö. Haggenmoos | BW   | 84360195015 | Boms         | ⊙        | 0,0           | 18. März 1982 |
| Stieleichen s. Haggenmoos                   | BW   | 84360195017 | Boms         | ⊙        | 0,0           | 18. März 1982 |
| Legende für Naturdenkmal                    |      |             |              |          |               |               |